# Once Upon a Forest
Once Upon a Forest (en España, El bosque de colores; en Hispanoamérica, Érase una vez un bosque) es una película animada de largometraje producido por Hanna-Barbera en asociación con HTV Cymru/Wales, Itd. y lanzada por 20th Century Fox el 18 de junio de 1993. Basada en los personajes Furlings creados por Rae Lambert, fue dirigida por Charles Grosvenor y producida por David Kirschner, el creador de las franquicias de An American Tail y Child's Play. Cuenta la historia de tres animales del bosque que van en una expedición para curar a su amiga Michelle, quién enfermó debido a gases químicos. 
A pesar de estar dirigida a los niños, tiene material que podría considerarse muy intenso para el género, por ejemplo, pueden verse animales sofocados por el gas tóxico, y se implica que un número muy grande de animales no sobrevive. El tema ambiental de la película dividió a los críticos de cine al momento de su lanzamiento, junto con su animación e historia. Fue un fracaso comercial, recaudando solamente 6,6 millones de dólares en la taquilla norteamericana.

## Sinopsis
La historia comienza en un bosque conocido como Dappleewood donde los "Furlings", un término para referirse a pequeños roedores, viven junto a su profesor, Cornelius. Los cuatro Furlings centrales de la historia son Abigail, una ratona; Russell, un erizo; Edgar, un topo; y Michelle, una tejona, que, además, es sobrina de Cornelius.
Un día, los cuatro niños hacen un recorrido por el bosque con Cornelius, en el que ven una carretera por primera vez. Russell casi es atropellado por un conductor descuidado, que arroja lejos una botella de vidrio, que queda destrozada en medio de la carretera. Cornelius pide a los Furlings que no regresen a la carretera por el peligro que correrían. La excursión termina en un paseo en bote. Posteriormente, un camión cisterna pincha con la botella que el anterior conductor tiró en medio de la carretera, y el contenido gaseoso se expande por el bosque.
Michelle entra en su casa y, al regreso, enferma gravemente. Los gases habían penetrado dentro de su casa y provocado la muerte de sus padres. Sus amigos la llevan a casa de Cornelius. Allí, Cornelius indica a los Furlings que los necesita para obtener dos hierbas que pueden ayudar a Michelle a curarse: pulmonaria y eufrasia. Con un límite de tiempo de 3 días, ellos comienzan su viaje al día siguiente.
Después de encontrar numerosos obstáculos, incluyendo una lechuza hambrienta, una multitud de pájaros religiosos y unos equipos de construcción, que los pájaros llamarán "dragones amarillos", los Furlings llegan a la pradera donde se encuentran las hierbas que necesitan. Después de conseguir la eufrasia, descubren que la pulmonaria está sobre un acantilado gigante, haciéndola inaccesible a pie. Russell sugiere construir la máquina voladora de Cornelius para llegar a la pulmonaria.
Finalmente los Furlings obtienen la pulmonaria después de un vuelo peligroso hasta el acantilado, y luego regresan en la máquina voladora a Dapplewood. Llegan al bosque después de una tormenta y entregan las hierbas de Michelle a Cornelius. Después, un grupo de seres humanos que ha venido a desinfectar de gas el bosque, captura a Edgar con una vieja trampa, aunque finalmente lo pone en libertad. Los Furlings le dan las plantas a Cornelius, quien se las da a Michelle para que se cure. Al día siguiente, ella despierta de su estado de coma. Los padres de los Furlings y muchos de los otros habitantes regresan, excepto los padres de Michelle, que murieron en el accidente de gas. Michelle pregunta a Cornelius si el bosque nunca será el mismo otra vez. Cornelius examina los árboles muertos en el bosque y dice que si todo el mundo colabora para salvar el bosque igual que los Furlings para ayudar a Michelle, volverá a la normalidad. La película termina con una vista de Dapplewood para mostrar que gran parte del bosque aún está vivo.

## Reparto
| Personaje            | Actor original               | Actor/Actriz doblaje Hispanoamérica | Actor/Actriz doblaje España                            |
| Cornelio (Cornelius) | Michael Crawford             | Herman López                        | Juan José López Lespé Juan Carlos Barona (voz cantada) |
| Fineas (Phineas)     | Ben Vereen                   | Raúl de la Fuente                   | Salvador Aldeguer                                      |
| Abigail              | Ellen Blain                  | Patricia Acevedo                    |                                                        |
| Edgar                | Ben Gregory                  | Yamil Atala                         | Chelo Vivares                                          |
| Russell              | Paige Gosney                 | Genaro Vásquez                      | Alicia Sainz de la Maza                                |
| Michelle             | Elisabeth Moss               | Rocío Garcel                        | Sandra Jara                                            |
| Willy                | Will Nipper                  | Ernesto Lezama                      | Rafael Alonso Naranjo Jr.                              |
| Waggs                | Charlie Adler                | Daniel Abundis                      | Abraham Aguilar                                        |
| Bosworth             | Rickey Collins               |                                     |                                                        |
| Pájaro de Marisma    | Don Reed                     | Sylvia Garcel Ernesto Lezama        |                                                        |
| Chofer del Camión    | Robert David Hall            | René García Miranda                 |                                                        |
| Padre de Abigail     | Paul Eiding                  | Moisés Palacios                     |                                                        |
| Madre de Edgar       | Janet Waldo                  | Sylvia Garcel                       | Pilar Gentil                                           |
| Madre de Russell     | Susan Silo                   | Ángela Villanueva                   |                                                        |
| Madre de Bosworth    | Angel Harper                 | Ángela Villanueva                   |                                                        |
| Hermanos de Russell  | Benjamin Smith Haven Hartman | María Fernanda Morales              |                                                        |
| Presentación         | (Desconocido)                | Raúl de la Fuente                   | (Desconocido)                                          |

## Producción
Once Upon a Forest fue concebida alrededor de 1989, cuándo el jefe de diseño de HTV Wales, Rae Lambert, ideó una historia ambiental titulada A Furling's Story y la presentó al estudio de animación Hanna-Barbera junto con su socio Mike Young. El proyecto se inició cómo una película para TV con el nombre de The Endangered (En peligro de extinción). Con 20th Century Fox al mando, se rediseñó cómo una película para cine, con un costo de 13 millones de dólares. El productor fue David Kirschner, antiguo ejecutivo de Hanna-Barbera.
Cómo sugerencia de Liz Kirschner, la esposa del productor, el actor estrella de Broadway, Michael Crawford, fue elegido para interpretar a Cornelius. Crawford luego contó en una entrevista que le costó mucho trabajo interpretar una escena de la película dónde su personaje canta una canción llamada Please Wake Up (Por favor despierta), ya que su personaje (un adulto) la canta a una niña gravemente enferma (Michelle), lo que hacía que Crawford llorara. Miembros de una Iglesia Bautista de Los Ángeles, California fueron elegidos para interpretar al coro que acompaña al pájaro predicador Fineas (interpretado a su vez por Ben Vereen), y Kirschner recuerda cómo al filmar las referencias en imagen real, los miembros del coro se emocionaban y empezaban a mover los brazos y a sacudir sus panderos casi de la misma forma que los pájaros de la película.
El fundador y animador de Hanna-Barbera, William Hanna, estuvo a cargo de la producción. Hanna declaró a un diario en mayo de 1993: Es la producción más fina que hemos hecho, cuándo la presenté al estudio, mis ojos se llenaron de lágrimas. Es muy, muy reconfortante.
La animación fue completada por varios estudios alrededor del mundo: Wang Film Productions de Taiwán, Lápiz Azul Animation y Matias Marcos Animation de España, Jaime Díaz Studio de Argentina, A. Film de Dinamarca, Phoenix Animation Studios de Canadá y Hollywood Cartoon Company de Estados Unidos. Mark Swanson Productions realizó animación computarizada para algunas secuencias.
Por limitaciones de tiempo y presupuesto, se recortaron más de 10 minutos de la película antes de su estreno. Una de las escenas eliminadas incluía la voz de Glenn Close, cuyo personaje fue eliminado totalmente de la historia final. Al mismo tiempo, Fox cambió el nombre de The Endangered al de Once Upon a Forest, por temor a que el público encontrara el título anterior muy sensitivo para una película infantil.

## Recepción
Once Upon a Forest recibió críticas negativas durante su estancia en cines. Los que la reseñaron positivamente incluyeron a Stephen Holden de The New York Times y Todd McCarthy de Variety. Pero algunos críticos cuestionaron el mensaje de la película, como Hal Hinson de The Washington Post quien escribió: Es verdad que los seres humanos están contaminando y destruyendo el planeta, ¿pero alguien en verdad piensa que la manera de ayudar a los niños a querer a la naturaleza es enseñarles a odiar a la humanidad?.
La calidad de la animación y la historia, los atributos de los personajes, y el concepto ambiental de la película fueron criticados por Hinson y otros reseñadores.
La opinión de Roger Ebert sobre la película fue mixta, la llamó: Una aventura animada infantil que parece haber sido concebida como una antología de actitudes políticamente correctas. Ebert notó al final de su reseña: Tiene un buen corazón, me agradó la manera en que trató sus temas---pero la película es algo tonta. 
El personal de Halliwell's Film Guide la llamó: Una película animada aburrida e inimaginativa que es poco probable que llame la atención de cualquiera. 
La publicidad de la película prometía una nueva obra maestra "del creador de An American Tail". El creador en cuestión es David Kirschner, quien fue el productor ejecutivo y de hecho sí creó a los personajes y la historia de esa película. Pero algunos críticos lo encontraron engañoso, esperando en su lugar a alguien de la talla de Don Bluth (quien fue el director, mas no el creador, de An American Tail).

## Lanzamiento
El diario Miami Herald notó la potencial competencia de la película con el ya establecido éxito de verano de Universal Studios, Jurassic Park. Una pequeña pero bien realizada película animada como ésta al parecer no tiene la oportunidad de un saltamontes. Y eso es una lástima, porque ésta es una encantadora película familiar. Al final, Once Upon a Forest no tuvo éxito en los cines: luego de abrir con 2.2 millones de dólares en 1,487 cines, sólo logró recaudar un total de 6,582,052 dólares en la taquilla norteamericana, alrededor de la mitad de su presupuesto.
A pesar de su fracaso en taquilla y sus críticas negativas, la película pronto ganó un seguimiento de culto entre sus fanes. El lanzamiento original de la película en VHS y Laserdisc el 21 de septiembre de 1993, fue exitoso en el mercado por varios meses. Fue lanzada en DVD el 28 de octubre de 2002.
Once Upon a Forest fue nominada a un Annie Award por mejor película animada en 1993.

## Banda sonora y merchandising
La banda sonora de la película fue una de las últimas que realizó el compositor James Horner para una película animada, se escribieron tres canciones para la misma: Please Wake Up (Por favor despierta), He's Gone/He's Back (Se fue/Volvió) y la canción de los créditos finales Once Upon a Time With Me (Érase una vez conmigo). La banda sonora fue lanzada en CD en 1993 pero ya está fuera de circulación. El merchandising para la película incluyó una adaptación en libro y un juego para computadora, lanzado en 1995, en este juego la diferencia mayor a la de la película es que Michelle enferma tras comer un hongo venenoso en vez de respirar gas tóxico.